# Il profumo delle campanule
Il profumo delle campanule (I Capture the Castle) è un film del 2003 diretto da Tim Fywell, basato sul romanzo Ho un castello nel cuore di Dodie Smith.

## Trama
Inghilterra, 1936. La famiglia Mortmain vive in un castello diroccato immerso nella campagna inglese. James, il patriarca, è uno scrittore che, dopo un romanzo di successo, non è più riuscito a completare un'opera, lasciando la famiglia in gravi difficoltà economiche. Accanto a lui ci sono la seconda moglie, Topaz, artista bohémien con un'indole eccentrica, e i suoi tre figli: Cassandra , diciassettenne brillante e sognatrice che annota tutto nel suo diario; Rose, bellissima ma determinata a fuggire dalla miseria sposando un uomo ricco; e Thomas, il più piccolo, ancora inesperto delle complicazioni della vita adulta. A loro si aggiunge Stephen, un giovane di umili origini, devoto alla famiglia e profondamente innamorato, seppur in segreto, di Cassandra.
La routine della famiglia viene sconvolta dall'arrivo di Simon e Neil Cotton, due giovani americani che hanno appena ereditato il maniero. Simon, il maggiore, è colto e raffinato, mentre Neil è più schietto e disincantato. L'incontro accende subito le speranze di Rose, che vede in Simon la possibilità di una vita agiata. Cassandra, invece, osserva gli eventi con la sua innata curiosità e si trova a provare sentimenti inaspettati. Mentre le relazioni tra i protagonisti si intrecciano e si complicano, la giovane Cassandra inizia un viaggio di crescita interiore che la porterà a scoprire il vero significato dell'amore e della famiglia, tra sogni infranti, passioni nascoste e la ricerca di un futuro migliore.

## Riconoscimenti
- 2003 - Film by the Sea International Film Festival
  - Premio del pubblico
- 2004 - Los Angeles Film Critics Association Awards
  - Miglior attore non protagonista a Bill Nighy